# Cercle d'Economia
El Cercle d'Economia és una entitat fundada a Barcelona el 1958 pels empresaris Joan Mas i Cantí, Carles Ferrer i Salat, Carles Güell de Sentmenat, Artur Suqué i Puig i altres sota el patrocini de l'historiador Jaume Vicens i Vives, amb qui mantenien reunions des del 1952. Van aconseguir l'adhesió d'altres professors i empresaris com Fabià Estapé, i mantingueren contactes amb coneguts economistes que aleshores treballaven per a l'administració franquista, com Joan Sardà i Dexeus, Enrique Fuentes Quintana, Luis Ángel Rojo o José Luis Sampedro, per tal de mantenir un diàleg sobre la situació i perspectives de l'economia espanyola. La seva actual presidenta és Teresa Garcia-Milà.
Organitza publicacions i conferències-col·loqui, i el seu punt de vista europeista fa d'ella un referent per a altres organitzacions espanyoles. Endemés, ha cercat intercanvis de punts de vista entre diferents sectors i estaments de la societat. Han format part de les seves juntes directives Jordi Pujol, Narcís Serra, Josep Vilarasau Salat, Ernest Lluch, Eusebi Díaz-Morera, Carles Gasòliba, Jordi Petit, Josep Oliu i Creus, Agustí Montal i Costa i Carles Güell de Sentmenat. Des del 1997, el darrer dijous de maig fins al dissabte, organitza la Reunió Cercle d'Economia a Sitges que és el punt de trobada de l'elit política i econòmica de Catalunya i Espanya.
La seva seu social havia estat fins al 2006 a la cantonada de Diagonal amb Tuset, i es va traslladar al carrer Provença número 298, davant de l'edifici de la Pedrera. El març de 2008 celebrà el 50è Aniversari de la seva fundació amb un sopar que fou presidit pel rei Joan Carles I. El 1987 va rebre la Creu de Sant Jordi. El seu director general és Miquel Nadal i Sagalà, des del gener de 2023.

## Presidents del Cercle d'Economia
1. Carles Ferrer i Salat (1959-1965)
2. Carlos Güell de Sentmenat (1965-1969)
3. Artur Suqué i Puig (1969-1972)
4. Joan Mas i Cantí (1972-1975)
5. Carlos Cuatrecasas Targa (1975-1979)
6. Vicenç Oller i Company (1979-1980)
7. Juan Antonio Delgado Garriga (1980-1984)
8. Enric Corominas Vila (1984-1987)
9. Vicenç Oller i Company (1987-1989)
10. Carles Tusquets Trias de Bes (1989-1992)
11. Joan Molins Amat (1992-1995)
12. Josep Piqué i Camps (1995-1996)
13. Pedro Fontana García (1996-1999)
14. Salvador Gabarró (1999-2002)
15. Antoni Brufau i Niubó (2002-2005)
16. José Manuel Lara Bosch (2005-2008)
17. Salvador Alemany i Mas (2008-2011)
18. Josep Piqué i Camps (2011-2013)[1]
19. Antón Costas Comesaña (2013 - 2016)
20. Joan Josep Bruguera i Clavero (2016 - 2019)
21. Javier Faus (2019-2022)
22. Jaume Guardiola i Romojaro (2022 - 2025)[5]
23. Teresa Garcia-Milà i Lloveras (2025- avui)